# Caiçara do Norte
Caiçara do Norte é um município no litoral norte do estado do Rio Grande do Norte, no Brasil. De acordo com o Instituto Brasileiro de Geografia e Estatística, no ano 2024 sua população era estimada em 6.474 habitantes. Sua área territorial é de 225,633 quilômetros quadrados.

## Etimologia
"Caiçara" provém do tupi antigo ka'aysá (ou ka'aysara), que designava uma cerca rústica feita de galhos de árvores.

## História
Por volta do ano 1000, a região, assim como a maior parte do litoral brasileiro, foi invadida por povos tupis procedentes da Amazônia. Eles expulsaram os originais habitantes tapuias para o interior do continente. No século XVI, quando chegaram os primeiros europeus (franceses e portugueses) à região, era ocupada pela tribo tupi dos potiguaras. No século XVIII, a economia da região se baseava na extração de sal, na pesca, na criação de gado e na agricultura. Em 1844, o missionário frei João da Purificação orientou a construção da capela de santo Antão. Em 1847, a localidade foi elevada à condição de distrito pertencente a Touros. No ano seguinte, ganhou sua primeira escola. Era zona de pescarias de peixe-voador. O nome original da povoação era "Baixa Verde". Em 1912, a povoação foi invadida pela areia das dunas, forçando a transferência do povoado. O núcleo antigo passou, então, a ser chamado de "Caiçara, a velha", na praia atlântica. A nova povoação é a vila atual. A sua atual capela de Santo Antão é de 1915. Passou a pertencer a São Bento do Norte pelo decreto-lei de 31 de outubro de 1938. Pela Lei nº 6 451, de 16 de julho de 1993, Caiçara do Norte recebeu status de município.